# Condición de frontera mixta

Verde: condición de frontera de Neumann; púrpura: condición de frontera de Dirichlet.

En matemáticas, una condición de frontera mixta para una ecuación diferencial en derivadas parciales indica que se utilizan diferentes condiciones de frontera o contorno sobre partes diferentes de la frontera del dominio de la ecuación. 

## Ejemplo
Por ejemplo, si u es una solución a una ecuación diferencial en derivadas parciales sobre el conjunto Ω con frontera ∂Ω suave a tramos, y ∂Ω está dividida en dos partes, Γ₁ y Γ₂, una puede usar la condición de frontera de Dirichlet sobre Γ₁ y una condición de frontera de Neumann sobre Γ₂:
{\displaystyle {\begin{cases}u_{{\big |}\Gamma _{1}}=u_{0}\\\left.{\frac {\partial u}{\partial n}}\right|_{\Gamma _{2}}=g\end{cases}}}
donde u₀ y g son funciones dadas definida sobre aquellas porciones de la frontera.
La condición de frontera de Robin es otro tipo de condición de frontera híbrida; es una combinación lineal de las condiciones de frontera de Dirichlet y Neumann.